# Melvin Pender
Melvin "Mel" Pender, né le 31 mars 1937 est un ancien athlète américain, vainqueur de la médaille d'or en relais 4 × 100 m aux Jeux olympiques d'été de 1968.
Pender commença l'athlétisme à l'armée où sa rapidité a été détectée. Il a été sélectionné pour les Jeux olympiques d'été de 1964 mais handicapé par une blessure, il terminait sixième sur 100 m.
Aux Jeux olympiques d'été de 1968, Pender terminait à nouveau sixième sur 100 m et courait le second relais de l'équipe des États-Unis qui remporta l'or en relais 4 × 100 m.

## Palmarès

### Jeux olympiques d'été
- Jeux olympiques d'été de 1964 à Tokyo ( Japon)
  - 6e sur 100 m
- Jeux olympiques d'été de 1968 à Mexico ( Mexique)
  - 6e sur 100 m
  -  Médaille d'or en relais 4 × 100 m